# Lost Our Lisa
Lost Our Lisa, titulado Perdemos a nuestra Lisa en España y Hemos perdido a nuestra Lisa en Hispanoamérica, es el vigésimo cuarto y penúltimo episodio de la novena temporada de la serie animada Los Simpson, estrenado originalmente el 10 de mayo de 1998 en la cadena FOX. En el episodio aparece por última vez el personaje de Lionel Hutz. Cuando Lisa descubre que Marge no puede llevarla al museo, consigue que Homer le de permiso para ir sola en autobús. Cuando Lisa se pierde, Homer va a buscarla y ambos terminan visitando el museo juntos. El episodio es analizado en los libros Planet Simpson: How a Cartoon Masterpiece Documented an Era and Defined a Generation, The Psychology of the Simpsons: D'oh! y The Simpsons and Philosophy: The D'oh! of Homer, y fue criticado positivamente en I Can't Believe It's a Bigger and Better Updated Unofficial Simpsons Guide.

## Sinopsis
Todo comienza cuando Bart y Milhouse pasean por las calles de Springfield hasta ver una tienda de sorpresas. Ambos checan cosas de la tienda incluyendo un extintor que lanza confeti y unos lentes hipnotizados, Bart en ese caso compra unos disfraces para la cabeza (tales como dientes de mandíbulas gigantes, nariz de tucán, un grifo de frente y un champiñón en el cuello) pero se le caen y Bart pide prestado pegamento superadherente a Homer.
Mientras tanto, en la casa, Lisa está muy emocionada porque quiere ir a una exposición sobre el Antiguo Egipto en el museo de Springfield. Marge le ha prometido llevarla, pero se ve obligada a romper esa promesa porque debe llevar a Bart al consultorio del Dr. Hibbert para que le saquen los objetos que él se ha pegado con cola superadherente en la cara, Lisa se enfurece, pero se le ocurre otra idea: puede ir en un vehículo de transporte público al museo, pero no es aconsejable que lo haga ya que es muy joven y nunca lo ha hecho sola. Entonces le pide permiso a Homer llamándole por teléfono a su oficina en la planta nuclear, y este increíblemente le da permiso, tras caer en un juego psicológico de su hija, sin darse cuenta de ello.
Lisa se va al paradero y descubre que en el bus no se debe conversar con el chofer, ni hacer escándalo ni fumar, y que hay una persona que cobra por el trayecto recorrido. Pero también descubre que el bus que ha abordado no va al museo ese día y que va por lugares de la ciudad que no conoce. Lisa siente miedo y se baja en la última parada, y comienza a regresar a su hogar sola y a pie, expuesta a todos los peligros.
Homer finalmente se da cuenta de que permitió que su hija fuera sola por la ciudad, y va en su búsqueda. Lisa estaba en un suburbio muy sucio y peligroso de Springfield, Crackton, cuando es encontrada por Homer, pero el elevador de la camioneta donde estaba se sale de control y Homer cae en un puente levadizo y queda atrapado en las uniones por la cabeza. Lisa se apresura a salvarle la vida antes de que un barco le pase por abajo.
Mientras tanto, Marge y Bart llegan al hospital y el doctor Hibbert utiliza un aparato terrorífico, el cual provoca que Bart se asuste y sude, haciendo que los objetos se caigan. El doctor le dice que el sudor provocó con éxito el solucionar el problema.
Mientras tanto, en Crakton, Lisa se siente muy arrepentida de lo ocurrido, pero Homer le incita a que no deje de cometer riesgos absurdos porque "son los que alegran la vida" según Homer. Como consuelo, Homer lleva a Lisa a ver la exposición del museo... pero de noche, cuando es un delito.
Mientras tanto Marge, Maggie y Bart llegan a casa (sin saber que Lisa se ha ido sola) y Marge le pide disculpas a Lisa por no llevarla al museo y Bart (que tampoco sabe que Lisa no está) le toca la puerta y Marge le dice sin saber "basta Lisa. Bart haz tu tarea" y Bart empieza a enojarse.
Lisa y Homer se infiltran y ven los antiguos objetos, pero la torpeza de Homer hace que hagan caer un relicario y descubren que es una caja musical. Lisa se siente feliz por haber ido y se apresuran a salir, pues las alarmas del museo empiezan a sonar.

## Producción
El guionista Mike Scully tuvo la idea del argumento porque vivía en West Springfield, Massachusetts y solía pedirles permiso a sus padres para que lo dejasen tomar el ómnibus hacia Springfield, Massachusetts hasta que finalmente éstos aceptaron. El equipo de producción enfrentó varios problemas durante el desarrollo del episodio. Los animadores tuvieron que crear gráficos especiales de la boca de Bart para adaptarlo a los nuevos dientes de broma. La pila de animales muertos detrás del camión de Cletus Spuckler incluía cachorros muertos, pero los animadores pensaron que era demasiado triste, por lo que los quitaron. Mike Scully solía escribir gags para Yakov Smirnoff por lo que lo llamó para que grabase el diálogo en Ruso. Dan Castellaneta tuvo que aprender pronunciación rusa para hablar durante la escena del ajedrez, en la cual grabó la voz del jugador ruso.
En la versión en DVD de la novena temporada, los animadores de la serie usaron un dispositivo especial para mostrar las similitudes entre Krusty y Homer en el episodio. En el episodio aparece por última vez el personaje de Lionel Hutz. Es visto de pie en la parada del ómnibus con Lisa, pero no habla. Debido al fallecimiento de Phil Hartman los personajes de Lionel Hutz y Troy McClure fueron retirados.

## Temática
En su libro Planet Simpson: How a Cartoon Masterpiece Documented an Era and Defined a Generation, Chris Turner cita las experiencias de Lisa en el ómnibus como un ejemplo de "los gags satíricos producto del idealismo de Lisa". "Lost Our Lisa" es citado en The Simpsons and Philosophy: The D'oh! of Homer junto con episodios como "Lisa the Iconoclast", "Lisa the Beauty Queen", y "Lisa's Sax", para ilustrar el "éxito del vínculo entre Homer y Lisa".
En The Psychology of the Simpsons: D'oh!, los autores utilizan declaraciones hechas por Homer en el episodio para analizar la diferencia entre las decisiones heurísticas y algorítmicas. Homer le explica a Lisa "Los riesgos absurdos son los que hacen que la vida valga la pena. Tu madre es regular y estable y eso está bien en pequeñas dosis, pero yo soy muy impulsivo. ¡Es por eso que tenemos tantas aventuras!" Los autores del libro The Psychology of The Simpsons interpretaron esta declaración de Homer como que "reconoce que sus experiencias pasadas fueron impulsivas, que pusieron en riesgo su vida y que terminaron bien, justificando el pasar por las circunstancias más extremas".

## Recepción
Warren Martyn y Adrian Wood criticaron positivamente al episodio en su libro I Can't Believe It's a Bigger and Better Updated Unofficial Simpsons Guide: "Un episodio genial, cargado de buenas bromas y situaciones ingeniosas... y lo mejor de todo, Lisa trabajando inteligentemente. El equipo de padre e hija fue pocas veces más agradable y encantador." Una crítica del DVD de la novena temporada de la serie, publicada en el Daily Post nota que el DVD tiene "comentarios muy ilustrativos" en los episodios "All Singing, All Dancing" y "Lost Our Lisa".